# Ben Newton
Benaiah Newton (nascido em 14 de fevereiro de 1988) é um atleta paralímpico australiano que compete na modalidade rugby em cadeira de rodas. Integrou a equipe australiana masculina de rugby em cadeira de rodas nos Jogos Paralímpicos de Verão de 2012 em Londres, conquistando a medalha de ouro.

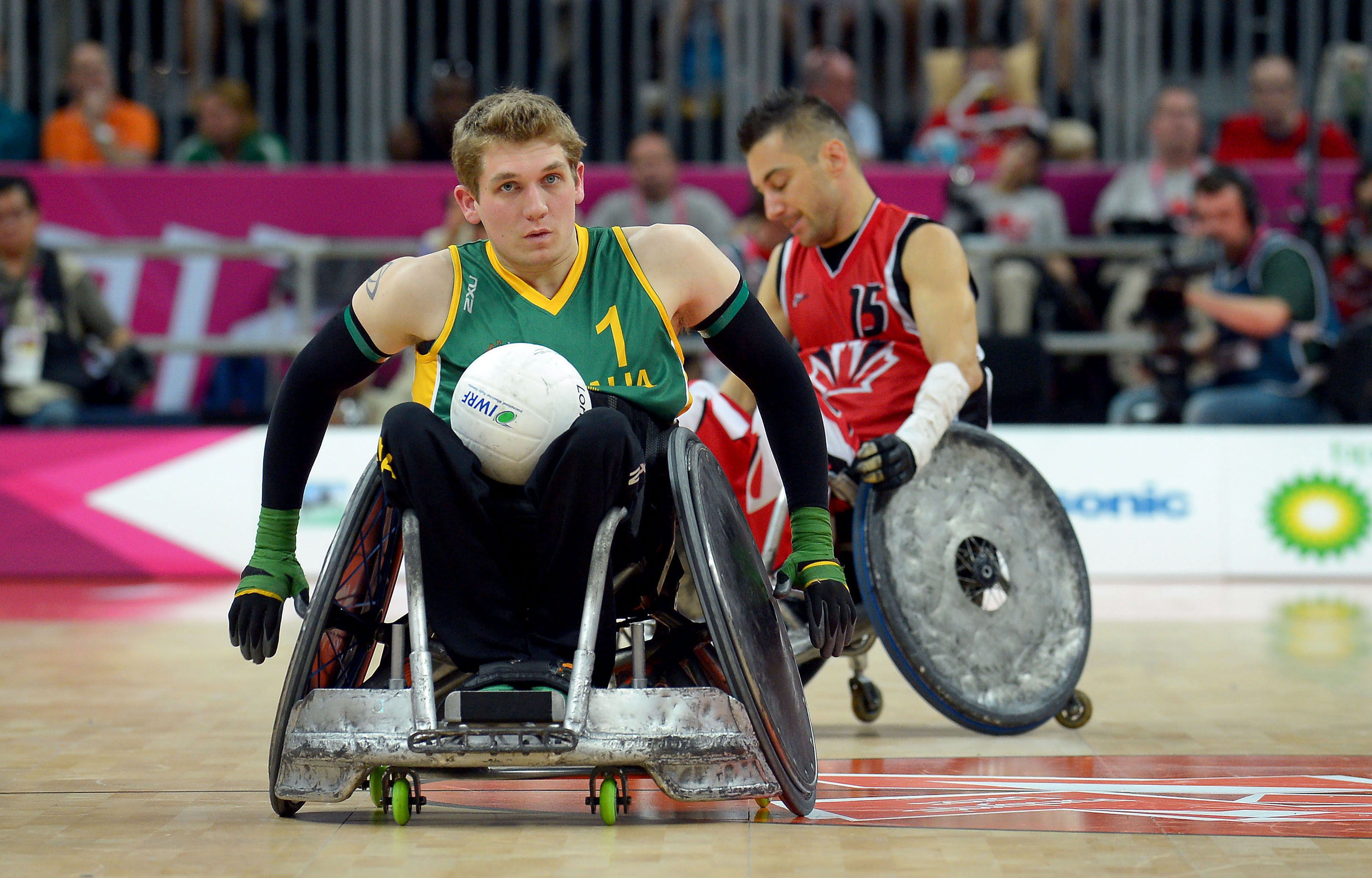
Newton durante os Jogos Paralímpicos de Londres 2012.